# Лецунаш
Лецунаш (рум. Lățunaș) — село у повіті Тіміш в Румунії. Входить до складу комуни Жаму-Маре.
Село розташоване на відстані 374 км на захід від Бухареста, 63 км на південь від Тімішоари.

## Населення
За даними перепису населення 2002 року у селі проживали 315 осіб, з них 312 осіб (99,0%) румунів. Рідною мовою 312 осіб (99,0%) назвали румунську.